# Лохматые овсянки
Лохматые овсянки (лат. Pselliophorus) — род воробьиных птиц из семейства Passerellidae, ранее включался в семейство овсянковых. Род был описан американским орнитологом Робертом Риджуэем в 1898 году.

## Классификация
На январь 2020 года в род включают 2 вида:
- Pselliophorus luteoviridis Griscom, 1924 — Жёлто-зелёная лохматая овсянка[1]
- Pselliophorus tibialis (Lawrence, 1864) — Желтобёдрая лохматая овсянка[1]

## Охранный статус
Оба подчинённых таксона включены в Международную Красную книгу МСОП: Pselliophorus tibialis со статусом «Виды, вызывающие наименьшие опасения» (LC), а Pselliophorus luteoviridis со статусом «Уязвимые виды» (VU).